# Heliografia

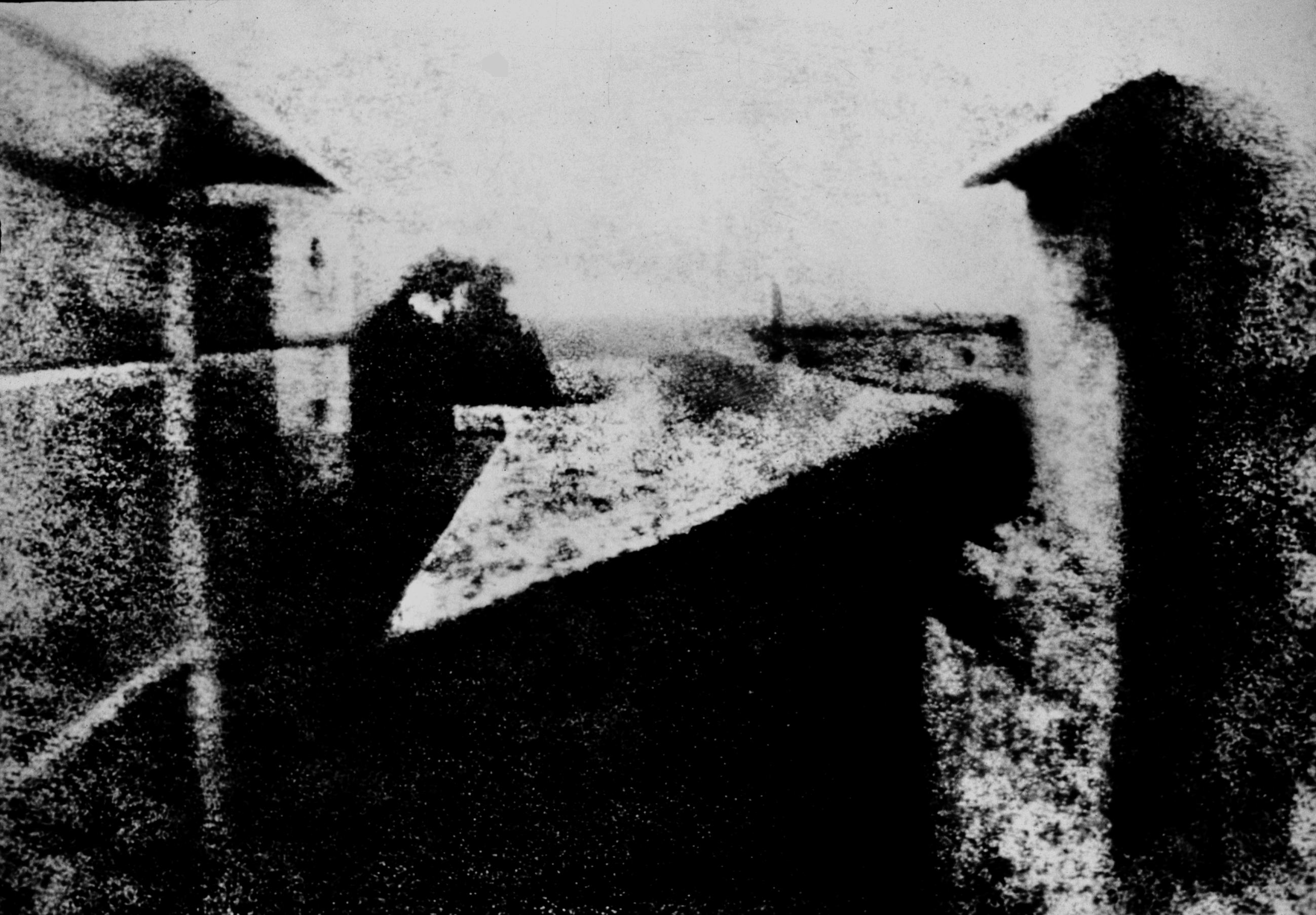
J.N. Niépce, Widok z okna w Le Gras, 1826

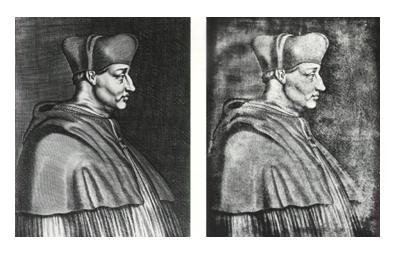
Z lewej oryginalna rycina z wizerunkiem kardynała Georges'a d'Amboise, z prawej – jej kopia, otrzymana przez Niépce'a w 1826

Heliografia (fr. héliographie) – technika fotograficzna wynaleziona przez Josepha Nicéphore'a Niépce'a na początku lat 20. XIX wieku. Przy jej pomocy w 1826 Niépce otrzymał pierwsze zdjęcie na świecie – Widok z okna w Le Gras.
Eksperymenty nad fotografią Niépce rozpoczął od eksperymentów związanych z powielaniem obrazów na papierze. Używał w tym celu asfaltu syryjskiego, którym pokrywał szklaną płytę. Na tak przygotowaną płytę kładł pokrytą olejem kartkę papieru z obrazem, który miał być powielony (dzięki olejowi papier stawał się półprzezroczysty). Jak zauważył Niépce, asfalt twardniał w miejscach wystawionych na działanie światła, a z miejsc nienaświetlonych dawał się usunąć przy pomocy olejku lawendowego. W efekcie formował się negatyw, z którego można było wykonać kopie obrazu. Pierwszy udany eksperyment przeprowadził w 1822 przy pomocy ryciny z wizerunkiem papieża Piusa VII. Później Niépce zaczął używać metalowych płyt, które po naświetleniu wytrawiał w kwasie (kwas działał na płytę w miejscach, które nie były pokryte warstwą asfaltu, a nie działał w miejscach, w których pozostał asfalt). W ten sposób w 1826 zreprodukował grafikę z wizerunkiem kardynała Georges'a d'Amboise autorstwa Isaaca Briota. Odbitki wykonał na zlecenie Niépce'a paryski grafik Augustin François Lemaître. 
Metoda ta dała początek technice druku, zwanej heliograwiurą (fotograwiurą), opracowanej w 1879 przez Karela Kliča.
Niépce kontynuował prace nad swoim wynalazkiem, próbując go zaadaptować tak, aby przy jego pomocy możliwe było uzyskanie na płycie obrazu z camera obscura. W wyniku dalszych prac w 1826 (lub 1827) na płycie cynowej o wymiarach 20,3 × 16,5, pokrytej asfaltem otrzymał fotografię, przedstawiającą widok z pracowni w Le Gras na zabudowania gospodarcze i pola (obecnie znajduje się w zbiorach Gernsheim Collection of the Harry Ransom Humanities Research Center na University of Texas w Austin). Czas jej naświetlania nie jest znany (szacowany jest na osiem godzin lub więcej). Technikę, w wyniku której otrzymał to zdjęcie, nazwał heliografią.
Wkrótce z Niépce'em skontaktował się Louis Jacques Daguerre, który słyszał o jego eksperymentach. Dwaj wynalazcy zawiązali spółkę, ale z powodu śmierci Niépce'a w 1833 dalsze prace nad heliografią (nazwaną później dagerotypią) prowadził sam Daguerre. Gdy w 1839 wynalazek fotografii został ogłoszony publicznie, to właśnie Daguerre był nazwany jej wynalazcą, a rola Niépce została zmarginalizowana.